# Hypena laysanensis
Hypena laysanensis là một loài bướm đêm trong họ Erebidae. Đây từng là loài sâu bướm đặc hữu của đảo Laysan- một trong những đảo thuộc quần đảo Tây Bắc Hawaii, Hoa Kỳ. Ấu trùng đã được ghi nhận trên cây Sporobolus. Hiện loài này đã tuyệt chủng.